# Allee-Theater

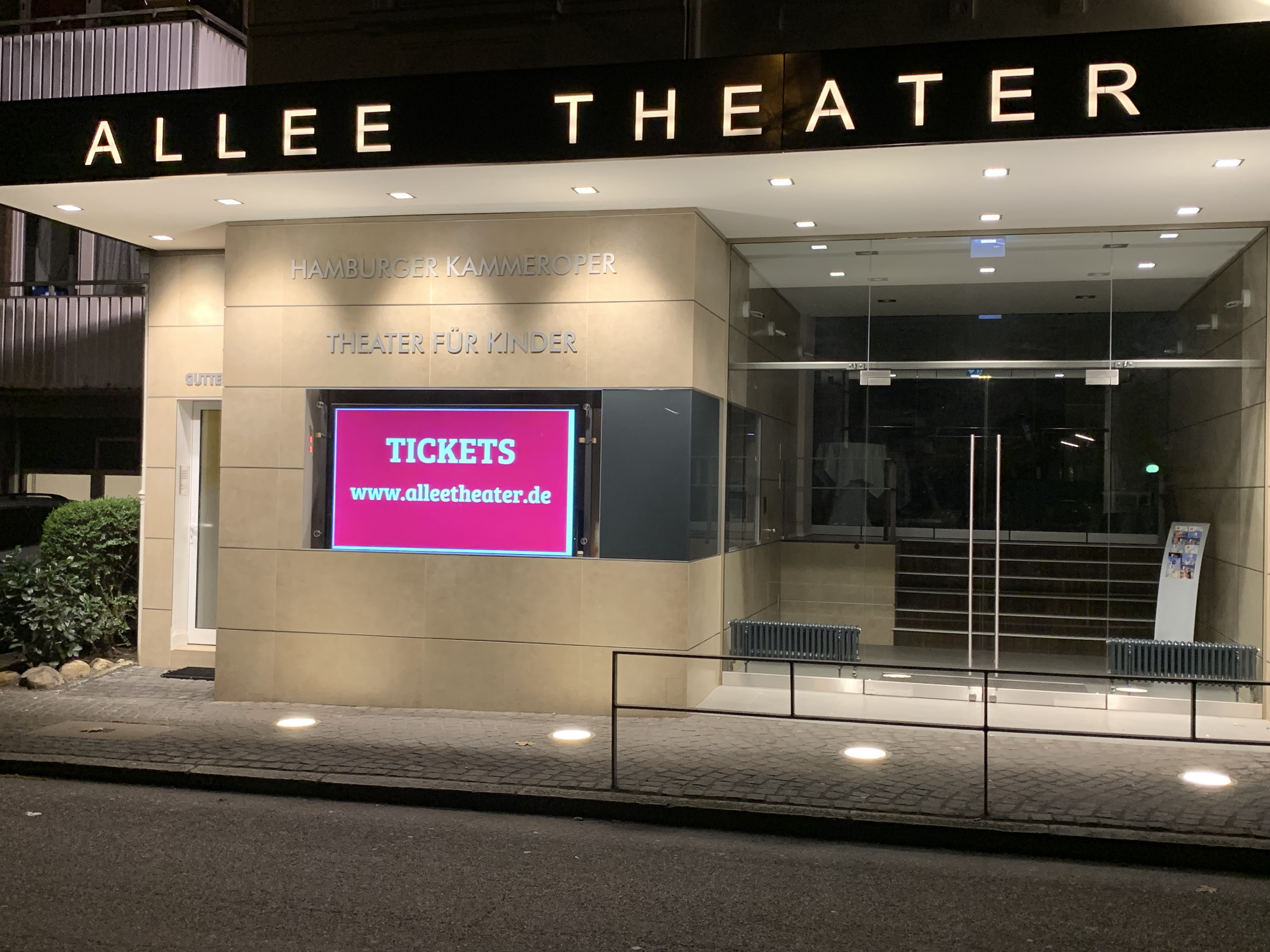
„Allee-Theater“, „Theater für Kinder“ und „Hamburger Kammeroper“ in einem Gebäude (2019)

Das Allee-Theater in Hamburg-Altona beherbergt das 1968 gegründete Theater für Kinder, ein privat geführtes Kindertheater. Seit 1996 spielt dort auch die Hamburger Kammeroper unter derselben Leitung im Stagionesystem und mit drei Neuinszenierungen pro Spielzeit Kammeropern für Erwachsene. Beide Theater sind seit 2016 Teil der gemeinnützigen Allee-Theater Stiftung gGmbH, unter der Leitung von Marius Adam, der seit 2017 als geschäftsführender Intendant fungiert.

## Lage und Gebäude
Das „Allee-Theater“ befindet sich in der Max-Brauer-Allee 76 im Stadtteil Altona-Altstadt. Zur Zeit der Gründung des Theaters hieß die Straße einfach Allee, wodurch sich der Name des Theaters erklärt. Die Umbenennung nach Max Brauer erfolgte erst im Jahr 1975. Gegenüber dem Theater ist auf der anderen Straßenseite das Gymnasium Allee, schräg gegenüber jenseits der Kreuzung Julius-Leber-Straße das Amtsgericht Hamburg-Altona.
Das Etagenhaus beherbergte im Erdgeschoss zunächst einen Lagerraum, der später als Komödientheater und 1948 zum Lichtspieltheater mit 270 Sitzplätzen umgebaut wurde. Die Besitzer Johnigk & Co nahmen 1951 den Spielbetrieb auf. Hinter der Leinwand besaß der Vorführraum auch eine kleine Bühne, auf der in der Nachkriegszeit auch Komödien aufgeführt wurden. 1958 übernahm E. Rudat das Kino und renovierte es in Eigenarbeit. 1967 wurde der Kinobetrieb eingestellt, der Theatergründer Uwe Deeken mietete es im selben Jahr und funktionierte es zum Kindertheater um.
Das Theater besitzt einen Saal mit Bühne und Zuschauerraum, der von Kindertheater und Kammeroper gleichermaßen benutzt wird. Im Jahr 1996 wurde zur Eröffnung der Kammeroper die Bühne erneuert und mit Bühnentechnik ausgestattet. Zwischen Bühne und Zuschauern befindet sich ein kleiner Orchestergraben, der für sieben Musiker ausgelegt ist. Der Saal bietet 203 Zuschauern auf gepolsterten rotgoldenen Einzelstühlen Platz. An den Zuschauerraum schließt sich seitlich das Foyer mit Bistro an, ein zum Hinterhof verglaster Saal mit Gastronomiebetrieb.

## Produktionen
Das Allee-Theater zeigt pro Spielzeit drei Neuinszenierungen sowie eine konzertante Aufführung. Die Hamburger Kammeroper hat sich auf selten gespielte Werke des 18. und 19. Jahrhunderts spezialisiert. Produktionen wie Die Csárdásfürstin und Maria Stuart zeigen das breite Repertoire des Hauses. Das Theater für Kinder präsentiert regelmäßig moderne Inszenierungen für ein junges Publikum.

## Technische Ausstattung
Die Bühne des Theaters wurde mit computergesteuerter Bühnentechnik ausgestattet, die es ermöglicht, Dekorationswände schnell und millimetergenau zu positionieren. Diese Modernisierung verleiht dem Theater eine besondere Flexibilität bei der Gestaltung von Bühnenbildern, die für die komplexen Operninszenierungen notwendig ist. Das barocke Ambiente des Theaters, insbesondere der Zuschauerraum mit seinem in Prag geschnitzten und vergoldeten Bühnenportal, verleiht dem Theater eine historische und zugleich moderne Atmosphäre.

## Leitung
Seit 2017 ist Marius Adam als geschäftsführender Intendant des Allee-Theaters tätig. Die künstlerische Leitung der Hamburger Kammeroper liegt bei Barbara Hass, die auch für die neuen deutschen Textfassungen der gespielten Opern verantwortlich ist. Uwe Deeken, der Gründer des Theaters, war bis 2016 maßgeblich an der künstlerischen Ausrichtung beteiligt und hat den Grundstein für die heutige Ausrichtung des Hauses gelegt.

## Musikalische Leitung

### Hamburger Kammeroper
Ettore Prandi

### Theater für Kinder
Makiko Eguchi, Barbara Henneberg

## Verpflegung und Service
Das zum Theater gehörende Bistro Foyer bietet kulinarische Spezialitäten, die auf die aktuelle Produktion abgestimmt sind.